# Hoplosauris
Hoplosauris is een geslacht van vlinders van de familie spanners (Geometridae), uit de onderfamilie Larentiinae.

## Soorten
- H. alba Butler, 1882
- H. analogica Prout, 1926
- H. fragmentata Dognin, 1906
- H. heliconoides Butler, 1882
- H. imbricaria Felder, 1875
- H. limnetes Prout, 1923
- H. moesta Butler, 1882
- H. perornata Mabille, 1885